# Hermannia tigreensis
Hermannia tigreensis är en malvaväxtart som beskrevs av Ferdinand von Hochstetter och Achille Richard. Hermannia tigreensis ingår i släktet Hermannia och familjen malvaväxter. Inga underarter finns listade i Catalogue of Life.